# Edvard Beneš

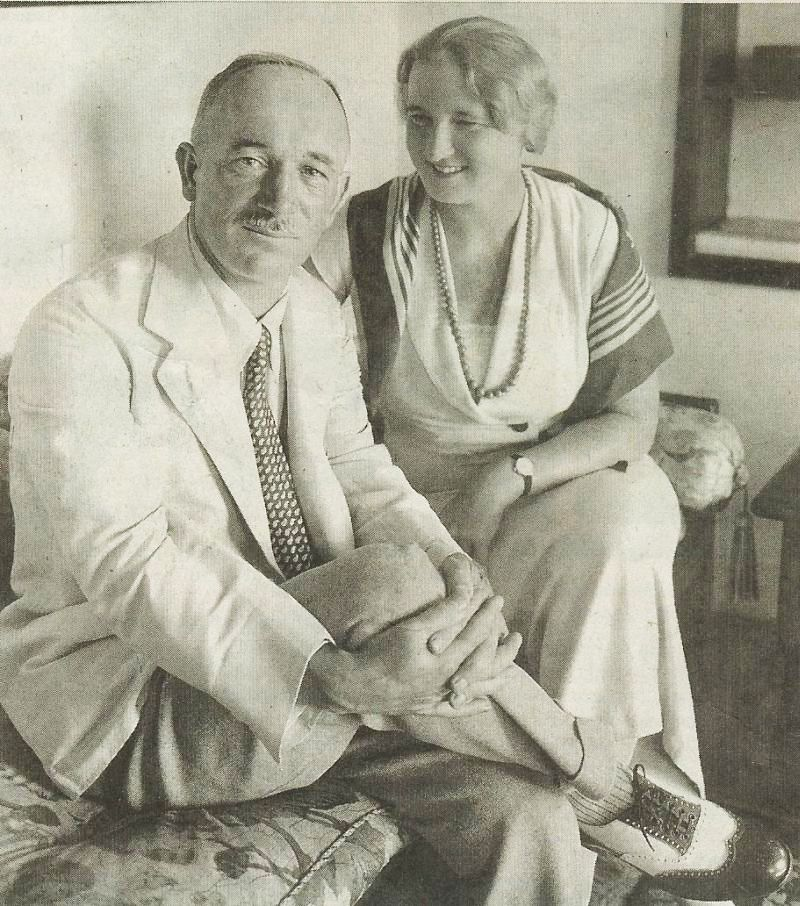
Edvard Beneš cu soția lui în 1934

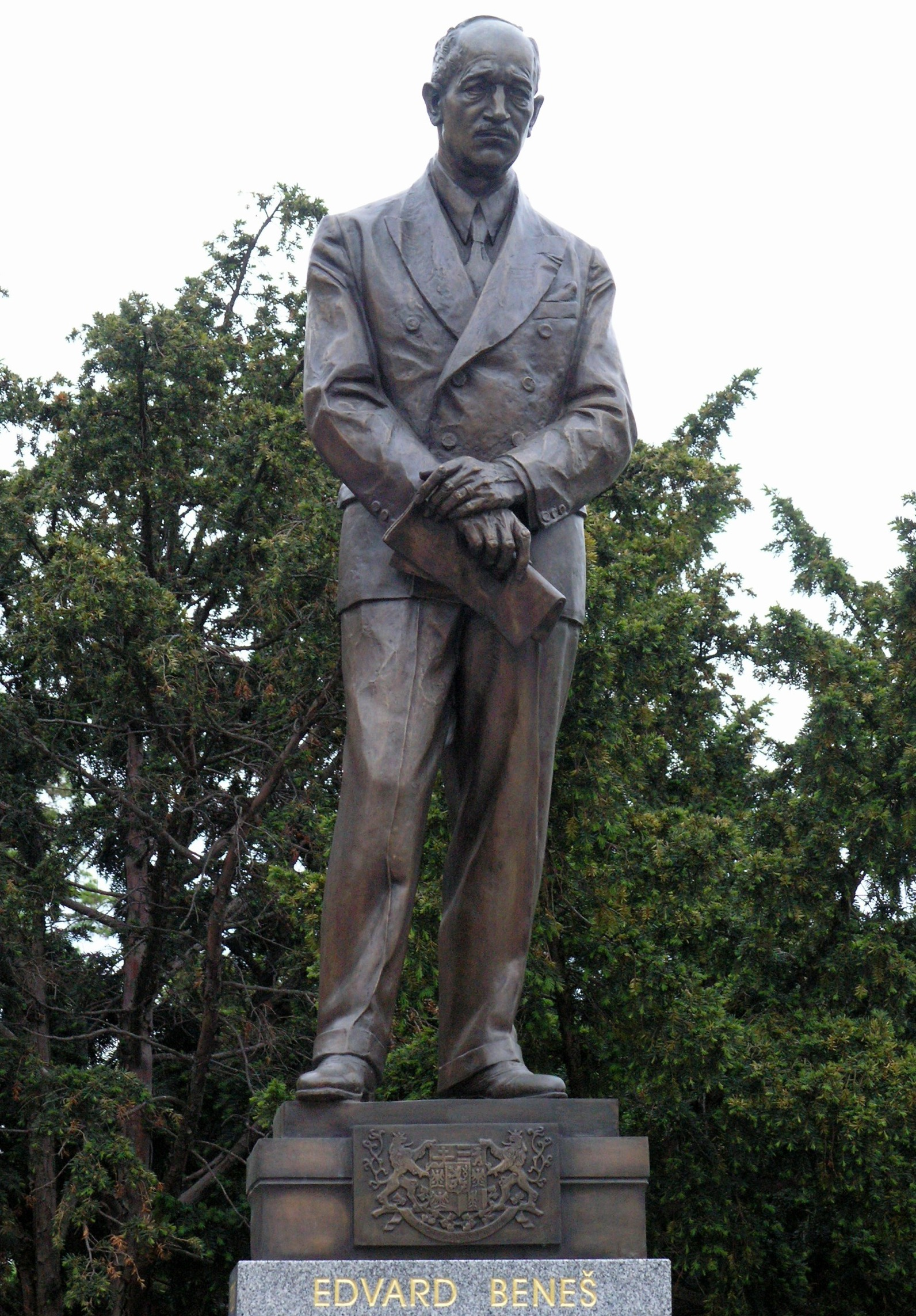
Statuia lui Edvard Beneš în fața sediului central al Ministerul Afacerilor Externe de la Praga

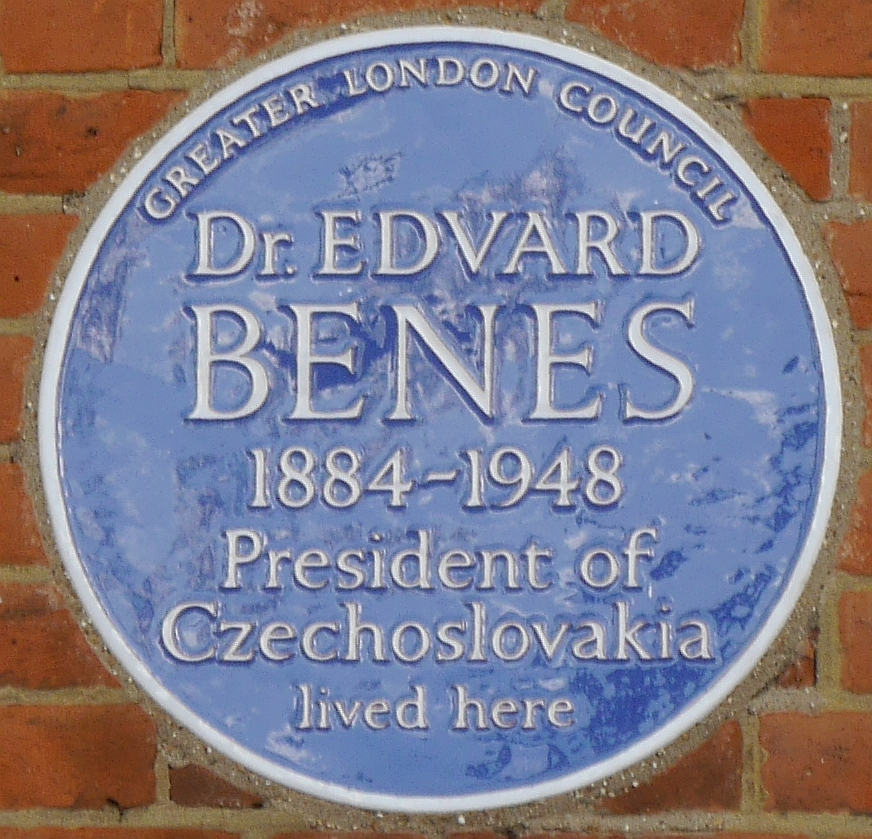
Placă albastră pe casa din Londra unde a locuit Edvard Benes, 26 Gwendolen Avenue, Putney

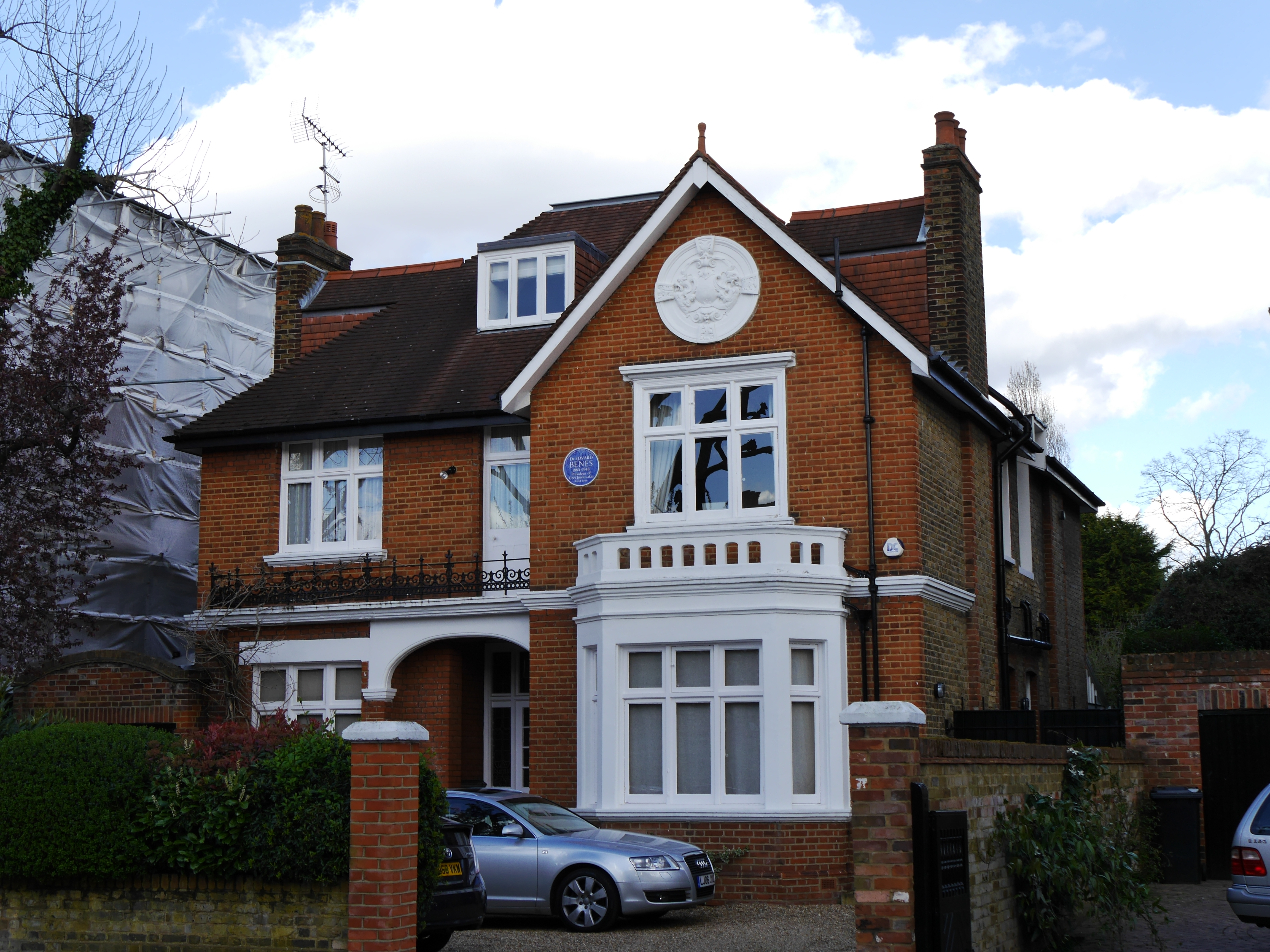
26 Gwendolen Avenue, Putney

Edvard Beneš (n. 28 mai 1884, Kožlany, Austro-Ungaria – d. 3 septembrie 1948, Sezimovo Ústí, Cehoslovacia) a fost un om politic ceh, care a îndeplinit funcția de președinte al Cehoslovaciei de două ori, în perioadele 1935-1938 și 1939-1948. El a fost, de asemenea, ministru al afacerilor externe (1918-1935), prim-ministru al Cehoslovaciei (1921-1922) și președinte al Cehoslovaciei în exil (1939-1945). Membru al Partidului Social Național Cehoslovac, el a fost cunoscut ca un priceput diplomat.

## Formarea profesională
Edvard Beneš s-a născut într-o familie de țărani din orășelul Kožlany (în provincia Boemia a Austro-Ungariei) la 28 mai 1884. Fratele său era politicianul cehoslovac Vojta Beneš. Nepotul său Bohuš Beneš, diplomat și fiu al fratelui său, Václav, a fost tatăl lui Emilie Benes Brzezinski și Václav E. Beneš, un matematician ceh-american.
Beneš a petrecut o mare parte din tinerețea sa în districtul Vinohrady al Pragăi, unde a urmat școala secundară în perioada 1896-1904. În acest timp el a jucat fotbal la clubul Slavia Praga. După ce a urmat studii la Facultatea de Filosofie de la Universitatea Carolină din Praga, el a plecat la Paris și și-a continuat studiile la Sorbona și la Școala de Studii Politice (École Libre des Sciences Politiques). A absolvit la Dijon, unde a obținut doctoratul în drept în 1908. Apoi, el a predat timp de trei ani la Academia de Comerț din Praga și după obținerea titlului de doctor habilitat în domeniul filosofiei, în 1912, a devenit profesor de sociologie la Universitatea Carolină. El a fost, de asemenea, implicat în activitatea de cercetășie.

## Primul exil
În timpul Primului Război Mondial, Beneš a fost unul dintre cei mai importanți organizatori ai mișcării politice din străinătate care milita pentru independența Cehoslovaciei. El a organizat o mișcare de rezistență secretă antiaustriacă și pro independența cehă numit „Maffia”. În septembrie 1915, a plecat în exil la Paris și a depus eforturi diplomatice complexe pentru a obține recunoașterea de către Franța și Marea Britanie a mișcării de independență a Cehoslovaciei. În perioada 1916-1918 a fost secretar al Consiliului Național Cehoslovac de la Paris și ministru de interne și de externe în guvernul cehoslovac provizoriu.
În mai 1918, Beneš, Tomáš Garrigue Masaryk și Milan Rastislav Štefánik au depus eforturi pentru organizarea unei armate cehoslovace care să lupte de partea Aliaților Occidentali, au recrutat voluntari cehi și slovaci capabili să meargă pe front, precum și din rândul numeroasei populații emigrate în Statele Unite ale Americii, care ajunsese să fie mai mare de 1.500.000 de persoane. Forța militară a crescut la câteva zeci de mii de militari și a luat parte la mai multe bătălii, inclusiv bătăliile de la Zborov și Bahmaci.

## Primele funcții în politica Cehoslovaciei
Din 1918 până în 1935, Beneš a fost primul și cel mai longeviv ministru de externe al Cehoslovaciei, ocupând această funcție în perioada 1918-1935 în zece guverne succesive, dintre care unul a fost condus de el însuși între 1921 și 1922. A fost membru al Parlamentului în perioada 1920-1925 și 1929-1935. El a reprezentat Cehoslovacia în discuțiile pentru elaborarea Tratatului de la Versailles. A revenit pentru scurt timp în lumea academică ca profesor în 1921.
Între 1923 și 1927 a fost un membru al Consiliului Ligii Națiunilor (îndeplinind și funcția de președinte al comisiei în perioada 1927-1928). El a fost o personalitate renumită și influentă la conferințele internaționale, precum cele de la Genova din 1922, de la Locarno în 1925, de la Haga în 1930 și de la Lausanne în 1932.
Beneš a fost membru al Partidului Social Național Cehoslovac (ce s-a numit până în 1925 Partidul Social Cehoslovac) și un militant puternic pentru unitatea cehoslovacă - el nu i-a considerat pe cehi și pe slovaci ca fiind etnii separate.

## Primul mandat de președinte
Când președintele Tomáš Masaryk s-a retras în 1935, Beneš a fost alegerea evidentă ca succesor al său.
El s-a opus pretențiilor Germaniei Naziste din 1938 pentru regiunea Sudetă, în care se vorbea limba germană. În octombrie 1938 Italia, Franța și Marea Britanie au semnat Acordul de la München, care a permis anexarea imediată și ocuparea militară a Sudeților de către Germania. Cehoslovacia nu a fost consultată cu privire la acest acord. Beneš a fost de acord doar după ce guvernele Franței și Marii Britanii l-au informat că, dacă nu ar fi făcut-o, nu s-ar mai interesa de soarta Cehoslovaciei, adică ar renunța la alianța militară cu Cehoslovacia.
Beneš a fost forțat să demisioneze pe 5 octombrie 1938 sub presiunea germană. Emil Hácha a fost ales ca președinte. În martie 1939 guvernul lui Hácha a fost forțat să permită ocuparea de către germani a restului teritoriului ceh. (Slovacia își declarase independența sa până atunci.)

## Al doilea exil
La 22 octombrie 1938 Beneš a plecat în exil la Putney, Londra. În octombrie 1939 el a organizat Comitetul Cehoslovac de Eliberare Națională. În noiembrie 1940, în urma Bombardării Londrei, Beneš, soția lui, nepoatele lor și personajul domestic s-au mutat la mănăstirea de la Aston Abbotts lângă Aylesbury, în Buckinghamshire. Personalul de la biroul său, inclusiv secretarul Edvard Táborský și șeful său de personal Jaromír Smutný, s-au mutat în vechiul conac din satul vecin Wingrave, în timp ce serviciul de informații militare a personalului condus de František Moravec a fost relocat în satul apropiat Addington. În 1940, Marea Britanie a recunoscut Comitetul Cehoslovac de Eliberare Națională ca guvernul cehoslovac în exil, cu Jan Šrámek ca prim-ministru și Beneš ca președinte. În recuperarea președinției, Beneš a susținut că demisia lui din 1938 a fost depusă în urma presiunilor și era, prin urmare, nulă.
În 1941 Beneš și František Moravec au planificat Operațiunea Anthropoid, cu intenția de a-l asasina pe Reinhard Heydrich. Acest plan a fost pus în aplicare în 1942 și a determinat represalii brutale ale germanilor precum executarea a mii de cehi și distrugerea a două sate: Lidice și Ležáky.
Deși nu era comunist, Beneš s-a aflat, de asemenea, în relații de prietenie cu Stalin. Crezând că Cehoslovacia ar avea mai mult de câștigat dintr-o alianță cu Uniunea Sovietică decât cu Polonia, el a refuzat ferm planurile pentru o confederație polono-cehoslovacă și în 1943 a semnat o înțelegere cu Uniunea Sovietică.

## Al doilea mandat de președinte
După insurecția din Praga de la sfârșitul celui de-al Doilea Război Mondial, Beneš s-a întors acasă și și-a reasumat fosta sa poziție de președinte. El a fost confirmat în funcție în unanimitate în ședința Adunării Naționale din 28 octombrie 1945. În temeiul articolului 58.5 din Constituție, „fostul președinte va rămâne în funcție până când noul președinte va fi ales”. La 19 iunie 1946 Beneš a fost ales în mod oficial pentru un al doilea mandat de președinte.
Decretele lui Beneš (numite oficial „Decretele Președintelui Republicii”), printre alte lucruri, a expropriat proprietățile cetățenilor de etnie germană și maghiară și a pus în aplicare articolul 12 din Acordul de la Potsdam prin care se crea un cadru juridic național de pierdere a cetățeniei și de expropriere a proprietăților a aproximativ trei milioane de germani și maghiari.
Au fost deportați din Cehoslovacia etnici unguri și germani. 2,4 milioane de germani, foști cetățeni cehoslovaci urmau să fie deportați în Germania și Austria prin decretul publicat pe 5 aprilie 1945. Așa numitul Tribunal al poporului i-a găsit vinovați de colaborare cu naziștii pe nemții și maghiarii care au renunțat la cetățenia cehoslovacă și au trădat Cehoslovacia. În consecință le-au fost confiscate averile, li s-a anulat cetățenia (au rămas cu cetățenia germană) și au fost deportați ca cetățeni străini. Aproape 75.000 de etnici unguri au fost transportați cu trenul în Ungaria la sfârșitul anului 1945. În total 600 de maghiari au fost acuzați de crime de război.
Beneš a prezidat un guvern de coaliție al Frontului Național, condus din 1946 de liderul comunist Klement Gottwald ca prim-ministru. La 21 februarie 1948, doisprezece miniștri necomuniști au demisionat pentru a protesta față de refuzul lui Gottwald de a opri politica de încorporare a comuniștilor în forțele de poliție, în ciuda faptului că majoritatea miniștrilor i-au cerut să înceteze. Miniștrii necomuniști credeau că Beneš va fi de partea lor și le va permite să rămână în funcții într-un guvern interimar până la noile alegeri.
Beneš a refuzat inițial să accepte demisiile lor și a insistat că guvernul nu poate fi format fără partidele necomuniste. Cu toate acestea, Gottwald a amenințat cu o grevă generală, cu excepția cazului în care Beneš va desemna un guvern dominat de comuniști. De asemenea, comuniștii au ocupat birourile miniștrilor necomuniști care au demisionat. Pe fondul temerilor că războiul civil era iminent și a zvonurilor că Armata Roșie îl va susține militar pe Gottwald, Beneš a cedat pe 25 februarie. El a acceptat demisiile miniștrilor necomuniști și a numit un nou guvern în conformitate cu specificațiile lui Gottwald. Era vorba nominal tot de un guvern de coaliție, dar era dominat de comuniști și de alți tovarăși de drum ai acestora, oferind legalitate loviturii de stat comuniste.
La scurt timp după aceea au avut loc alegeri în care votanților li s-a prezentat o listă unică a Frontului Național dominat de comuniști. Adunarea Națională nou-aleasă a aprobat Constituția de la 9 Mai la scurt timp după ce membrii ei au fost învestiți în funcție. Deși nu a fost un document în întregime comunist, el era destul de asemănător cu Constituția Sovietică pe care Beneš a refuzat să o semneze. El a demisionat din funcția de președinte la 7 iunie 1948; Gottwald i-a succedat la conducerea statului.

## Moartea sa
Beneš a avut o stare precară de sănătate după ce a suferit două accidente vascular-cerebrale în 1947 și a văzut că situația pe care a dorit să o evite o viață întreagă va deveni realitate. El a murit din cauze naturale, la vila lui din Sezimovo Usti (Cehoslovacia) pe 3 septembrie 1948. A fost înmormântat în grădina vilei sale, iar pe mormânt i s-a amplasat un bust. Soția lui (care a trăit până la 2 decembrie 1974) este înmormântată alături de el.

## În ficțiune
În 1934 H.G. Wells a scris romanul The Shape of Things to Come, o predicție despre cel de-al Doilea Război Mondial. În opera lui Wells războiul începe în 1940 și durează până în 1950, Cehoslovacia reușește să nu fie ocupată de Germania și Beneš rămâne președintele țării în această perioadă. Wells îi atribuie lui Beneš rolul de a iniția un acord de încetare a focului pentru a pune capăt luptelor, iar cartea (care se presupune că a fost scrisă în secolul al XXII-lea) remarcă faptul că „suspendarea ostilităților de către Beneš rămâne în vigoare pentru astăzi”.
În Prague Counterpoint, cel de-al doilea volum al Zion Covenant Series de Bodie și Brock Thoene, Hitler trimite un asasin pentru a-l ucide pe Beneš — care eșuează din cauză că a fost placat de un jurnalist american (și este capturat de către gărzile de corp ale lui Beneš). Dar Hitler a folosit mai târziu executarea acestui nazist sudet pentru a-l proclama ca martir și a-și continua planul de anexare a Sudeților.